# 15e Wing de transport aérien
Le 15e Wing de transport aérien (15 Wing luchttransport en néerlandais), est une escadre de la composante air de l'armée belge basée à Melsbroek, au nord de Bruxelles.
C'est le seul Wing de transport de la composante air, notamment chargé du transport de la famille royale et des ministres.

## Historique
Le 15e Wing de transport fut créé en août 1946. En 1950, le lieutenant-colonel Jacques Pastur est commandant d'une escadrille.

## Escadrilles
Le 15e Wing de transport aérien est composé des 20e et 21e escadrilles de transport. Ces dernières étant respectivement composées d'appareils de transport de troupes et de matériel pour la 20e (7 Airbus A400M Atlas, qui ont remplacé en 2022 les anciens C-130 Hercules), et d'appareils de transport de personnalités et de personnel pour la 21e (2 Dassault Falcon 7X en location, qui ont remplacé les anciens Airbus A310, A330, Dassault Falcon 20, Falcon 900, Embraer 135 et 145).